# Banteay Meanchey
Die Provinz Bantey Meanchey (Khmer បន្ទាយមានជយ, Umschrift: Bântéay Méancheăy, IPA: [ɓɑntiːə̯j miːə̯nceə̯j]) liegt im Nordwesten von Kambodscha und grenzt an Thailand. Die Provinzhauptstadt heißt Sisophon.
Die Provinz hat 861.883 Einwohner (Stand: Zensus 2020). 2017 betrug die Einwohnerzahl 837.600.
Die Provinz ist in acht Bezirke gegliedert und hat 64 Gemeinden und 634 Dörfer.
| Geocode | Khmer      | Bezirksnamen       |
| ------- | ---------- | ------------------ |
| 0102    | ស្រុកមង្គលបុរី  | Mongkol Borei      |
| 0103    | ស្រុកភ្នំស្រុក   | Phnum Srok         |
| 0104    | ស្រុកព្រះនេត្រព្រះ | Preah Netr Preah   |
| 0105    | ស្រុកអូរជ្រៅ    | Ou Chrov           |
| 0106    | ក្រុង សិរីសោភ័ណ  | Serey Sophone City |
| 0107    | ស្រុកថ្មពួក    | Thma Puok          |
| 0108    | ស្រុកស្វាយចេក   | Svay Chek          |
| 0109    | ស្រុកម៉ាឡៃ      | Malaii             |

## Geschichte
Die Provinz, deren Name in etwa mit „Festung des Sieges“ übersetzt werden kann, war schon zu Zeiten von Angkor fester Bestandteil des Khmer-Reiches. Einige verbliebene Tempel aus dem 12. Jahrhundert zeugen noch heute davon. Die bedeutendste dieser Anlagen ist Banteay Chhmar, das 60 km nördlich der Provinzhauptstadt liegt. Im 17. Jahrhundert bekam das benachbarte Siam die Kontrolle über die Region, welche aber später an die französische Kolonialmacht abgegeben werden musste. Zu deren Zeit gehörte Banteay Meanchey noch zur benachbarten Provinz Battambang. Im Jahre 1988 wurde die Provinz ausgegliedert.